# 长腰山屿
长腰山屿是中华人民共和国浙江省龙港市管辖的一个岛屿。

## 沿革
清乾隆《温州府志》卷八记载为长腰屿。民国《平阳县志》卷三记载：“距头屿西南四里有奇为长腰山，一名长屿山。”《浙江海域地名录》（1988）称为长腰山。2010年浙江省人民政府公布的第一批无居民海岛名称称为长腰山屿。因形似腰状，两头较大而中间细小，故名。

## 地理
位于龙港市鳌江口外，西南距琵琶山3.37千米，南距冬瓜山屿143米，距大陆最近点4.69千米。陆域面积35250平方米，岸线长度927米，最高点高程20.5米。四周海域为渔业定置张网作业区。出露岩石为上侏罗统高坞组熔结凝灰岩，土壤为棕石砂土。植被以草丛、灌木为主。岛东南处设有航标灯塔。